# قائمة الحوادث الإرهابية 2019
هذه قائمة بالحوادث الإرهابية التي وقعت في عام 2019، في كافة أنحاء العالم.

## يناير
| التاريخ  | نوع          | القتلى | المصابين | الموقع                       | المنفذ   |
| -------- | ------------ | ------ | -------- | ---------------------------- | -------- |
| 1 يناير  | دهس          | 1      | 8        | طوكيو ، اليابان              | عمل فردي |
| 6 يناير  | تفجير        | 1      | 2        | عزبة الهجانة بمدينة نصر، مصر | مجهول    |
| 16 يناير | هجوم أنتحاري | 7      | 12       | نيروبي ، كينيا               | مسلحون   |
| 16 يناير | تفجير        | 19 ،   | العشرات  | منبج ، سوريا                 | داعش     |

## فبراير
| التاريخ   | نوع   | القتلى | المصابين   | الموقع                              | المنفذ    |
| --------- | ----- | ------ | ---------- | ----------------------------------- | --------- |
| 13 فبراير | تفجير | 27     | 13         | خاش-زاهدان، سيستان وبلوشستان، إيران | جيش العدل |
| 14 فبراير | تفجير | 40     | 35         | جامو وكشمير، الهند                  | جيش محمد  |
| 18 فبراير | تفجير | 11     | أكثر من 25 | إدلب ، سوريا                        | غير معروف |

## مارس
| التاريخ | نوع       | المستهدف                              | القتلى | المصابين | الموقع                             | المنفذ         |
| ------- | --------- | ------------------------------------- | ------ | -------- | ---------------------------------- | -------------- |
| 15 مارس | هجوم مسلح | حوالي 300 شخصاً مسلم يؤدون صلاة الجمعة | 50     | 40       | مسجد النور (نيوزيلندا) ، نيوزيلندا | برينتون تارانت |
| 15 مارس | هجوم مسلح | مسلمون يؤدون صلاة الجمعة              | 7      | 13       | مركز لينود الإسلامي ، نيوزيلندا    |                |

## ديسمبر
- تفجير انتحاري لشاحنة ملغومة وسط العاصمة الصومالية مقديشو